# Сайфиев, Фаррух Каримович
Фарру́х Кари́мович Сайфиев (узб. Farrux Karimovich Sayfiyev; род. 17 января 1991, Самарканд) — узбекский футболист, полузащитник клуба «Нефтчи (Фергана)» и национальной сборной Узбекистана.

## Клубная карьера
Фаррух Сайфиев начал свою профессиональную карьеру в 2012 году в составе каршинского «Насафа». В дебютном сезоне он сыграл в составе «Насафа» только в одном матче. В следующем сезоне он уже провел шестнадцать матчей и забил два гола. В сезоне 2014 года он занял место в стартовом составе и провел двадцать два матча и забил четыре гола. После удачных выступлений в составе «Насафа», на Фарруха Сайфиева обратили внимание тренеры сборной Узбекистана.

## Карьера в сборной
Выступал за олимпийскую сборную Узбекистана, в её составе участвовал в Азиатских играх-2014.
Дебютировал в составе национальной сборной Узбекистана 20 августа 2014 года в товарищеском матче против сборной Азербайджана.
В 2015 году тренер Мирджалол Касымов включил Сайфиева в состав на Кубок Азии-2015, однако на турнире игрок ни разу не вышел на поле.

## Достижения
- Бронзовый призёр Чемпионата Узбекистана (2): 2013, 2014
- Финалист Кубка Узбекистана (2): 2012, 2013
- Узбекистон ифтихори (6 июня 2025 года) — за большой вклад в развитие и широкую популяризацию спорта в нашей стране, утверждение здорового образа жизни в обществе, проявленные истинное мужество и стойкость, образец высокого профессионализма и целеустремленности в отборочных турнирах среди сильнейших команд Азии по футболу и впервые в истории нашей Родины завоевание путёвки на чемпионат мира, ставшее большой победой, активное участие в деле приумножения славы Нового Узбекистана в мировом масштабе, воспитания молодого поколения в духе любви к Родине, национальной гордости и патриотизма[3]